# Syntomopus agromyzae
Syntomopus agromyzae är en stekelart som beskrevs av Karl-Johan Hedqvist 1973. Syntomopus agromyzae ingår i släktet Syntomopus och familjen puppglanssteklar.
Artens utbredningsområde är Sverige. Arten är reproducerande i Sverige. Inga underarter finns listade i Catalogue of Life.